# Plommonstrupig kotinga
Plommonstrupig kotinga (Cotinga maynana) är en fågel i familjen kotingor inom ordningen tättingar.

## Utbredning och systematik
Fågeln förekommer i låglänta områden från sydöstra Colombia till norra Bolivia och västra Amazonområdet i Brasilien. Den behandlas som monotypisk, det vill säga att den inte delas in i några underarter.

## Status
IUCN kategoriserar arten som livskraftig.